# Rete Italiana Villaggi Ecologici
La Rete Italiana Villaggi Ecologici (RIVE) è un'associazione di promozione sociale che si propone di creare una rete permanente di collaborazione tra ecovillaggi e associazioni che si occupano di progetti di coresidenza basati sulla sostenibilità ambientale e in generale modelli abitativi sostenibili presenti nel territorio italiano.
Al 2017, ne fanno parte 23 ecovillaggi degli 89 presenti in Italia (censo che esclude progetti di occupazione illegale). La RIVE fa parte della Global ecovillage network, rete globale di ecovillaggi.

## Storia
Nel dicembre 1996 una base non ufficiale formata dai progetti di Damanhur (Baldissero Canavese, Torino), attivo da oltre 40 anni, Popolo degli Elfi (Montevettolini, Pistoia), Torre Superiore (Ventimiglia) e la Comune di Bagnaia (Sovicille, Siena) organizzarono con l'Amministrazione Comunale di Alessano (Lecce) ed il Centro Studi Cosmòs di Milano il convegno “Il villaggio globale: una soluzione per il futuro del pianeta?”, presieduto tra gli altri da John Talbot, direttore del dipartimento Bioedilizia della Comunità di Findhorn (Scozia), e Declan Kennedy, all'epoca coordinatore della segreteria del GEN Europa, alla quale furono invitati ad intervenire anche gli ecovillaggi della Comunità Verde Vigna e di Case Carzachi (La Spezia).
In seguito a questo incontro il canale di comunicazione permanente che si creó tra gli ecovillaggi partecipanti portò nel 2004 alla ufficializzazione della rete e all'assemblea di fondazione della RIVE presso la Comune di Bagnaia ad Ancaiano, alla quale si aggiunsero come soci fondatori gli ecovillaggi di Upacchi, Urupia, Bhole Baba ed il direttore della casa editrice AAM Terra Nuova Mimmo Tringale.

## Ecovillaggi associati
- Comune di Bagnaia, Ancaiano, Sovicille
- Torri Superiore, Ventimiglia
- Damanhur, Vidracco
- Basilico, Cantagallo
- Il Popolo degli Elfi (Valle degli Elfi, Sambuca Pistoiese e Avalon, Montevettolini)
- Modus Vivendi, Caramanico Terme
- La Città della Luce, Passo Ripe
- Il Vignale, Blera
- Arcipelago Saragote, Diamante
- Campanara, Palazzuolo sul Senio
- Noceto, Ville di Corsano
- Ecco!Upacchi, Anghiari
- Lumen, San Pietro in Cerro
- Associazione Rays, Gerfalco
- Villaggio Verde, Cavallirio
- Caimercati, Cagli
- Ananda Assisi, Gaifana di Nocera Umbra
- Cohousing Rio Selva, Preganziol
- Ecovillaggio Ciricea, Loc. Pitecchio
- EVA Ecovillaggio Autocostruito, Pescomaggiore

## Presidenti
- Mimmo Tringale (1997-2008)
- Alfredo Camozzi (2008-2012)
- Francesca Guidotti[3](2012-2016)
- Andrea Stagliano e Riccardo Clemente (2016-2018)
- Riccardo Clemente e Paola Crasso (2018-2020)[4]
- Giorgia Lattuca e Lara Fontanelli (2020 - in carica)